# Taxithelium isocladum
Taxithelium isocladum là một loài Rêu trong họ Sematophyllaceae. Loài này được (Bosch & Sande Lac.) Renauld & Cardot miêu tả khoa học đầu tiên năm 1901.